# Sonic Rivals 2
Sonic Rivals 2 è un videogioco di corse d'azione della serie Sonic the Hedgehog sviluppato dallo studio statunitense Backbone Entertainment in collaborazione con il Sonic Team e pubblicato da Sega per la piattaforma PlayStation Portable nel 2007.
Si tratta del sequel di Sonic Rivals, sviluppato dalla stessa azienda e pubblicato sempre su PSP.

## Trama
I Chao sono scomparsi nel nulla e Sonic e Tails iniziano ad indagare immediatamente sul caso per trovarli. Scopriranno successivamente che Eggman Nega (mascheratosi nuovamente dal Dr. Eggman) ha rapito i Chao e li ha confinati in una villa infestata. Il suo piano consiste di utilizzarli come nutrimento per un mostro interdimensionale chiamato "Ifrit" che ha bisogno delle piccole creaturine azzurre per diventare invincibile ed una volta fatto ciò potrà distruggere il mondo. Tuttavia per aprire il portale verso il mondo dove risiede l'Ifrit bisogna prima raccogliere tutti e sette i Chaos Emerald. Il Master Emerald è sparito nuovamente e Knuckles parte alla sua ricerca, finendo poi per coalizzarsi con Rouge per recuperarlo.
Nel frattempo, Silver è ritornato dal futuro, questa volta in rovina a causa dell'Ifrit. In modo da riportare la pace nel suo tempo, cerca e porta via con sé i Chao che riesce ad incontrare lungo il cammino per nasconderli e salvarli. Espio crede inizialmente che il porcospino d'argento stia facendo tutto ciò con intenzioni malvagie ma successivamente l'investigatore apprenderà che le vere motivazioni sono eroiche e che servono per salvare il mondo, così si alleerà con quest'ultimo. Il vero Dr. Eggman spedisce Metal Sonic, riprogrammato con un comunicatore interno, in missione per trovare Shadow e lo avvisa dei piani di Eggman Nega. Quest'ultimo infatti ha appreso da uno dei diari di Gerald Robotnik dell'esistenza dell'Ifrit e così Shadow e Metal Sonic partono alla ricerca dei Chaos Emerald prima degli altri.
Tutte le squadre finiranno per incontrarsi alla villa infestata dove risiede il portale collegato al mondo dell'Ifrit. Nonostante Rouge sia in possesso di solamente sei degli smeraldi, il portale si apre comunque e Nega manda una nuova copia di Metal Sonic, Metal Sonic 3.0, per risvegliare il potente mostro. Successivamente quest'ultimo comincia a controllare mentalmente Sonic, Tails, Knuckles e Rouge (questo ruolo cambierà a seconda di quale personaggio verrà scelto dal giocatore), la creatura verrà sconfitta dalle altre squadre. Shadow e Metal Sonic distruggono finalmente l'Ifrit e riescono a chiudere con successo il portale ma finiscono per rimanere intrappolati insieme ad Eggman Nega nell'altra dimensione, ma il robot comincia a strappare il proprio telaio, lasciando basito il porcospino nero, per poi mostrargli di essere il possesso del settimo Chaos Emerald. Così Shadow utilizza la gemma per teletrasportare sé stesso e Metal Sonic al di fuori mentre Eggman Nega rimane imprigionato.

## Modalità di gioco
Sonic Rivals 2 presenta quattro modalità per giocatore singolo. Storia, ovverosia quella principale, vede i giocatori proseguire nel corso dell'avventura completando tutti i livelli e sconfiggendo i boss che si incontreranno lungo il cammino per proseguire con la trama. Ogni zona è divisa in tre atti ed un boss, con l'eccezione della zona finale. I personaggi sono divisi in quattro squadre (Sonic e Tails, Shadow e Metal Sonic, Silver ed Espio, Knuckles e Rouge), ed ognuno di loro avrà una propria storia da seguire. Il gioco introduce una nuova modalità chiamata Gioco libero. Nelle partite in giocatore singolo, i giocatori devono scegliere uno degli otto personaggi giocabili e attraversare le zone nello stile tradizionale in 2D della serie. Le missioni posso riguardare anche il completamento dell'area cercando di totalizzare il minor tempo possibile o trovare dieci Chao nascosti, in quest'ultimo caso non sarà presente nessun avversario. Sono presenti anche una modalità Coppa Circuito e degli Eventi Singoli. Sia le gare che gli scontri possono essere personalizzati in vari aspetti. Completando le sfide si otterranno delle carte collezionabili, per un totale di 150, quest'ultime saranno legate sempre ad una condizione da soddisfare come ad esempio ottenere un grado S nella modalità Battaglia permetterà di sbloccare la carta di Mephiles the Dark. Ogni carta presenta delle immagini ritraenti personaggi e copertine di numerosi videogiochi della saga, inoltre possono sbloccare a loro volta dei costumi alternativi da fare indossare ai personaggi giocabili (per un totale di quattro a testa), le Coppe Circuito ed i Rivelatori di Chao.
Sonic Rivals 2 vanta di una nuova modalità multigiocatore chiamata Battaglia dove sarà possibile disputare sei tipi di competizioni diverse in aggiunta alla gara principale, proprio come nella Storia. La lunghezza degli scontri può essere impostata nel menu di selezione. In A tappeto ogni giocatore avrà inizialmente a disposizione tre ring e dovrà cercare di far perdere tutti quelli in possesso all'avversario attaccandolo diverse volte, chi riuscirà per primo ad aggiudicarsi il numero prestabilito di knockout trionferà. In Battaglia dei Ring, i giocatori possono impostare un tempo limite per raccogliere quanti più ring possibili, in questo caso chi sarà in possesso del maggior numero di anelli vincerà.
Cattura il Chao è una versione modificata del classico rubabandiera; i giocatori dovranno rubare un numero prestabilito di Chao dalla base dell'avversario per portarli nella propria, cercando di tenere i propri al sicuro. Nella Gara con giri, il primo giocatore dovrà completare un determinato numero di giri del tracciato. Re del colle presenta Omochao che comincerà a vagare per l'area emettendo un raggio di luce, vince chi riesce a toccare il robottino o la sua luce guadagnando il maggior numero di punti. Acchiapparella invece è un misto tra patata bollente e chiapparello dove i personaggi dovranno passarsi una bomba fra di loro cercando di farla tenere in mano all'avversario allo scadere del timer.

### Zone
Il gioco si divide in sei zone, suddivise in tre atti ed un boss. Gli atti uno e tre sono gare mentre il due è sempre una battaglia. 
- Blue Coast Zone: livello ambientato sulla costa, molto simile a Seaside Hill di Sonic Heroes. Zona da cui partono tutte le squadre. Il boss è l'Egg Liner, un veicolo facilmente attaccabile dai personaggi, dotato di una palla di ferro con le punte che può danneggiare i giocatori.
- Sunset Forest Zone: una zona collocata in una foresta, simile a Forest Falls Zone del primo Sonic Rivals. Il boss è l'Egg Clawer, un grande verme robotico.
- Neon Palace Zone: una zona ambientata in un casinò in cui si possono trovare molti dadi numerati da far illuminare, i quali permettono di ottenere diversi ring quando apparirà la scritta "BINGO". Livello molto somigliante a Sky Park Zone del primo Sonic Rivals e ad altri livelli basati sul tema del casinò degli altri giochi della serie. Il boss di questa area è l'Egg Dealer, una macchina che fa cadere dei dadi a terra e si deve toccarne il più possibile per poter attaccare Eggman. Tale robot non va confuso con l'omonimo apparso in Shadow the Hedgehog, anche esso basato sul gioco d'azzardo ma nel suo caso su una slot machine.
- Frontier Canyon Zone: una zona ambientata in un deserto in stile western. Il boss è l'Egg Bull, un gigantesco toro robotico.
- Mystic Haunt Zone: questa zona è ambientata in una casa stregata, infatti alcuni dei personaggi dovranno affrontare una loro versione fantasma oppure i diversi spettri che impediranno il passaggio. Il boss è l'Egg Phantom, nient'altro che una macchina di Eggman con sopra un telo da fantasma.
- Chaotic Inferno Zone: questa zona è ambientata in una città distrutta, piena di fiamme e lava. Il boss è l'Ifrit.

## Sviluppo
Lo sviluppo di Sonic Rivals 2 fu annunciato nel giugno 2007, dove venne confermato che sarebbe stato sviluppato dalla stessa azienda del precedente capitolo e pubblicato nuovamente per PSP. Il gioco è stato pubblicato in Nord America il 13 novembre 2007 mentre in Europa il 7 dicembre dello stesso anno. Il gioco è stato anche distribuito sul servizio PlayStation Network il 30 settembre 2009 in Nord America, l'8 ottobre dello stesso anno in Europa e il 4 aprile 2013 in Australasia.

## Accoglienza
| Testata                            | Giudizio |
| ---------------------------------- | -------- |
| GameRankings (media al 09-12-2019) | 63.05%   |
| Metacritic (media al 15-03-2020)   | 60/100   |
| 1UP.com                            | C-       |
| Eurogamer                          | 7/10     |
| GameSpot                           | 5/10     |
| GameSpy                            | [ 12 ]   |
| GameZone                           | 6/10     |
| IGN                                | 6.5/10   |
| GameDaily                          | 6/10     |
| Multiplayer.it                     | 6.5/10   |
| Everyeye.it                        | 5.5/10   |
| SpazioGames.it                     | 6/10     |
| Gamesurf                           | 5.5/10   |

Sonic Rivals 2 ha ricevuto recensioni miste da parte della critica. Ha ottenuto un punteggio di 63.05% su GameRankings e 60/100 su Metacritic.
James Mielke di 1UP.com diede una C-, trovandolo un gioco tecnicamente completo, ma negli elementi più importanti come l'ispirazione e il design era gravemente carente. Ellie Gibson di Eurogamer gli diede un 7 su 10, reputandolo un gioco brillante e divertente anche in singolo, veloce, emozionante, bello e felice, come i vecchi giochi della serie, e proprio come quest'ultimi risultava essere un po' difficile. Il recensore si soffermò che il titolo sarebbe potuto essere bello lo stesso senza le battaglie che ritenne "sciocche" ma le gare erano così belle che valeva la pena sopportarle, apprezzò la musica e concluse che non era un ritorno in piena forma della saga, ma che le prospettive erano decisamente più soleggiate rispetto al passato.
Lark Anderson di GameSpot fu di un parere più negativo, dandogli un 5 su 10, apprezzando le 150 carte collezionabili sbloccabili e la grande varietà della modalità multigiocatore ma trovando come difetti la presenza di otto personaggi praticamente identici, l'IA comicamente terribile ed il fatto che le gare richiedevano la memorizzazione per essere vinte. David Chapman di GameSpy assegnò un 3.5 su 5, apprezzando la cura dedicata alla modalità multigiocatore, la condivisione ad hoc per due giocatori, il set di carte virtuali sbloccabili attraverso il completamento di vari obiettivi e la divertente esperienza generale di giocare con un amico. Terminò considerando Sonic Rivals 2 come fedele ritorno alle origini di Sonic, che tranne per alcuni ostacoli, si rivelava essere un titolo che sarebbe piaciuto facilmente ai fan.
GameZone gli diede 6 su 10, trovando il gameplay non veloce come ci sarebbe potuti aspettare dal mondo del porcospino blu, la presenza dei livelli a scatti e di alcuni rallentamenti ingiustificati impedivano di muoversi alla velocità di Sonic, lodò la grafica che ritenne "un eccellente remake 3D", la colonna sonora invece fu considerata fastidiosa, il concetto generale si rivelava essere una buona idea ma mal sviluppata, finendo per definirlo un gioco che non poteva rivaleggiare con le precedenti avventure di Sonic.
Sam Bishop di IGN gli diede un 6.5 su 10, trovando che se Backbone avesse avuto il via libera per lo sviluppo di un terzo gioco, sarebbe stato possibile che sarebbe finalmente riuscita ad inchiodare il concetto originale, paragonandolo al primo capitolo, il quale era terribilmente succinto sul gameplay reale e questo rendeva le gare divertenti e oneste, invece in questo seguito furono aggiunti dei duelli tra i personaggi ed i boss per cercare di mischiare le cose ma la trovata non ha funzionato, ma almeno c'era il potenziale per creare un gioco di corse davvero decente del franchise.
Robert Workman di GameDaily li assegnò un 6 su 10, reputandolo un titolo che non era brutto ma che non sapeva nemmeno sorprendere, considerando il design dei livelli bello da vedere e il multigiocatore da provare, tuttavia il gioco poteva essere qualcosa di più, con una migliore enfasi sull'esplorazione e sugli elementi platform, delle modalità meno complicate e una revisione completa del reparto audio.
Tommaso Pugliese di Multiplayer.it lo valutò con un 6.5 su 10, lodando la grafica veloce e molto colorata, la struttura "a premi" con tanti extra ed il suo essere potenzialmente longevo ma non gradì alcune scelte discutibili per il level design, la frustrazione spesso presente e le collisioni non sempre perfette. Andrea Canigiani di Everyeye.it fu più duro con un 5.5 su 10, ma che lo reputò un deciso passo in avanti rispetto al capostipite della serie, ma fin troppo affossato dall'introduzione forzata di una modalità combattimento, che risultava fuori luogo, finendo per considerare Sonic Rivals 2 diviso in due giochi in eterno conflitto, uno scattante, veloce ed intrigante e l'altro frustrante, macchinoso e fuori luogo.
Non molto distante fu il parere di SpazioGames.it con un 6 su 10, che ritenne la realizzazione tecnica discreta, il gameplay interessante ed i personaggi carismatici ma con un divertimento limitato, uno stile di gioco molto migliorabile ed il livello di difficoltà mostruoso. Andrea Casetti di Gamesurf lo giudicò con un 5.5 su 10, considerando Sonic Rivals 2 un gioco che si appellava disperatamente alle vecchie glorie del passato per risollevare le sorti di un nome che stentava a farsi apprezzare sulle console più moderne, ma il risultato era quello di un titolo dal discreto comparto grafico ma più frustrante che difficile e caratterizzato da un sonoro piuttosto ripetitivo.
GameSource trovò Sonic Rivals 2 come un capitolo che aveva una trama non poco attraente, piena di diverse sfaccettature e in certi momenti davvero intrigante, con un buon cast di personaggi ben caratterizzati e validissimi in ogni aspetto, parlando del comparto tecnico la grafica era davvero notevole, sia per quanto per i modelli dei personaggi che dei dettagli in generale erano di ottimo livello, stesso discorso per il doppiaggio. Un titolo che sapeva rivelarsi una sorpresa, davvero meritevole di attenzione e da possedere per tutti gli appassionati di Sonic, che però alla lunga poteva diventare monotono a causa degli stessi eventi per la maggior parte delle storie, ma che aveva molto da dare.

### Vendite
Nel marzo 2009 è entrato a far parte della linea Platinum e nello stesso periodo ha venduto almeno 250 000 copie, per poi raggiungere un 1 520 000 di copie nel corso degli anni seguenti.